# Kevin Bishop
Kevin Bishop (Bromley, 18 giugno 1980) è un attore britannico.
Gli fu affidato da bambino il ruolo di Jim Hawkins in I Muppet nell'isola del tesoro. È maggiormente noto per le sue interpretazioni da caratterista in età adulta in L'appartamento spagnolo e soprattutto Bambole russe (entrambi di Cédric Klapisch) e Tre uomini e una pecora. Inoltre è apparso nel film indipendente inglese Irina Palm - Il talento di una donna inglese.
È stato uno dei protagonisti, interpretando il ruolo di Richard Royce, della serie Super Fun Night.

## Filmografia parziale

### Cinema
- I Muppet nell'isola del tesoro (Muppet Treasure Island), regia di Brian Henson (1996)
- L'appartamento spagnolo (L'auberge espagnole), regia di Cédric Klapisch (2002)
- Food of Love, regia di Ventura Pons (2002)
- Bambole russe (Les Poupées russes), regia di Cédric Klapisch (2005)
- Irina Palm - Il talento di una donna inglese (Irina Palm), regia di Sam Garbarski (2007)
- Tre uomini e una pecora (A Few Best Men), regia di Stephan Elliott (2011)
- May I Kill U?, regia di Stuart Urban (2012)
- Tre uomini e una bara (A Few Less Men), regia di Mark Lamprell (2017)

### Televisione
- Grange Hill – serie TV, 20 episodi (1994-1995)
- Casualty – serie TV, 6 episodi (1996-1997)
- Testimoni silenziosi (Silent Witness) – serie TV, episodi 2x07-2x08 (1997)
- Metropolitan Police (The Bill) – serie TV, episodi 14x43-15x54 (1998-1999)
- My Family – serie TV, episodi 2x01-2x03-2x07 (2001)
- Doctors – serial TV, puntata 5x80 (2003)
- Peep Show – serie TV, episodio 3x05 (2005)
- Hotel Babylon – serie TV, episodio 1x07 (2006)
- FM – serie TV, 6 episodi (2009)
- Super Fun Night – serie TV, 18 episodi (2013-2014)
- New Tricks - Nuove tracce per vecchie volpi (New Tricks) – serie TV, episodio 12x01 (2015)
- Plebs – serie TV, episodio 5x08 (2019)
- Flack – serie TV, episodi 2x04-2x06 (2020)
- Miracle Workers – serie TV, episodio 2x02 (2020)
- Agatha Raisin – serie TV, episodio 4x01 (2021)
- Inside No. 9 – serie TV, episodi 6x01-9x06 (2021-2024)
- Greek Salad (Salade grecque), regia di Cédric Klapisch – miniserie TV, 3 puntate (2023)
- Beyond Paradise – serie TV, episodio 2x02 (2024)
- Strike – serie TV, episodi 6x01-6x02 (2024)

## Doppiatori italiani
- Nanni Baldini: Tre uomini e una pecora, Irina Palm - Il talento di una donna inglese, Super Fun Night, Tre uomini e una bara
- Francesco Pezzulli: I Muppet nell'isola del tesoro
- Alessandro Quarta: Bambole russe
- Eric Alexander: Food of love - Il Voltapagine